# Paesi Baschi
I Paesi Baschi (in basco Euskadi; in spagnolo País Vasco) sono una comunità autonoma della Spagna. La sua popolazione è di 2 189 534 abitanti.
Il suo capoluogo è Vitoria, e la sua città più popolosa è Bilbao con più di 350000 abitanti, i Paesi Baschi sono una provincia di confine con la Francia (Nuova Aquitania a nord-est).
Internamente, confinano con Navarra a sud-est, La Rioja a sud, Castiglia e León a sud-ovest e Cantabria a ovest. Le coste settentrionali sono bagnate dal Golfo di Biscaglia.
Ha il tasso di disoccupazione più basso della Spagna (7,5% nel terzo trimestre del 2023).

## Geografia

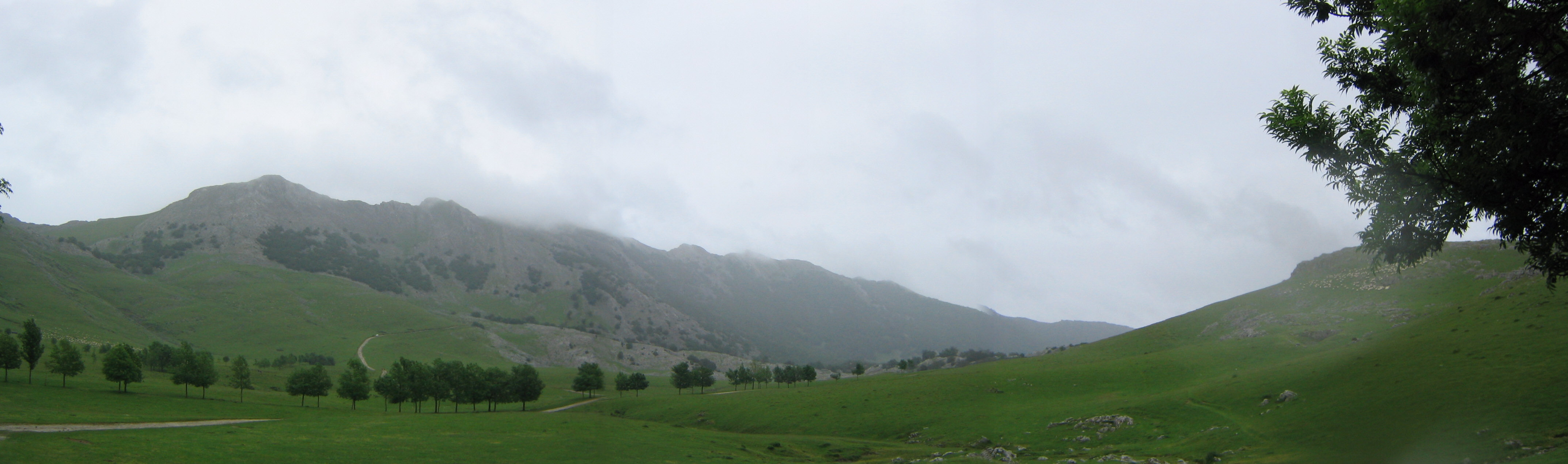
Massiccio dell'Aitzkorri

Il territorio basco ha tre aree distinte, che sono definite da due catene parallele dei Monti Baschi. La catena principale di montagne forma lo spartiacque dei bacini atlantico e dell'Ebro e raggiunge il punto più alto nell'Aitzkorri, con 1 551 metri. Le tre aree sono le seguenti:

### Bacino atlantico
È la parte formata da varie valli con brevi fiumi che scorrono dalle montagne al Golfo di Biscaglia, come il Nervión, l'Urola o l'Oria. La costa è frastagliata, con alte ed ampie scogliere e piccole scogliere. Le principali caratteristiche della costa sono la baia Bilbao Abra e l'estuario di Bilbao, l'estuario dell'Urdaibai e la baia Bidasoa-Txingudi che forma il confine con la Francia.

### La parte centrale
Tra le due catene di monti, è situata un'area formata essenzialmente da un alto altipiano chiamato Llanada Alavesa (pianure d'Álava) dov'è situata la capitale basca Vitoria-Gasteiz. I fiumi in quest'area scorrono verso sud dalle montagne dirigendosi verso il fiume Ebro: i principali sono lo Zadorra ed il Bayas.

### Valle dell'Ebro
Dalle montagne meridionali all'Ebro vi è infine l'area chiamata Rioja Alavesa, che condivide le caratteristiche mediterranee delle altre zone vicine della valle del lungo fiume spagnolo. Il clima è molto diverso rispetto alla zona atlantica, tanto che il territorio è sfruttato ampiamente a vigneti per la produzione del famoso vino Rioja.

### Clima

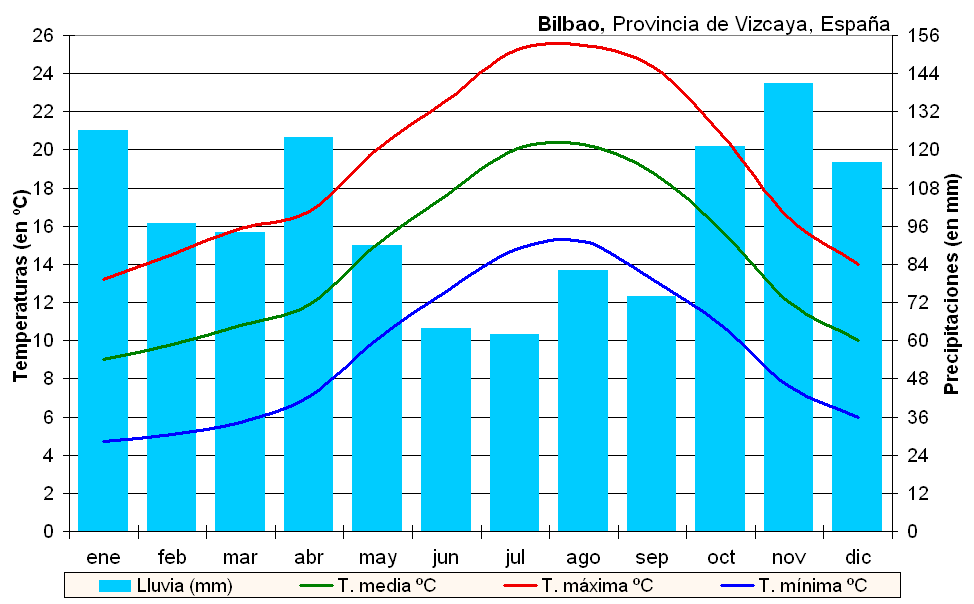
Andamento climatico a Bilbao

Le montagne basche sono una sorta di spartiacque climatico del Paese Basco: le valli del nord, in Biscaglia e Gipuzkoa, nonché la valle di Ayala in Álava, fanno parte della zona in cui il clima oceanico è preponderante, con il suo clima umido tutto l'anno e temperature moderate. La piovosità media è di circa 1200 mm.
La zona centrale è più continentale, con un clima quasi mediterraneo, ma con una certa influenza di quella oceanica settentrionale: questo provoca estati calde e secche ed inverni freddi e nevosi.
A sud invece la valle dell'Ebro ha un clima mediterraneo continentale, con inverni freddi e secchi ed estati molto calde e secche, con un picco di precipitazioni in primavera e in autunno. Le precipitazioni sono scarse ed irregolari, e si attestano a circa 300 mm annui.

### Province
I Paesi Baschi sono suddivisi nelle seguenti province:
- Álava (in spagnolo Álava, in basco Araba), capitale Vitoria-Gasteiz
- Biscaglia (in spagnolo Vizcaya, in basco Bizkaia), capitale Bilbao (Bilbo)
- Gipuzkoa (in spagnolo Guipúzcoa, in basco Gipuzkoa), capitale Donostia-San Sebastián

Prima della Costituzione spagnola del 1978, con il suo sistema di comunità autonome, queste tre province erano note con il nome spagnolo di Provincias Vascongadas. 
La struttura politica dei Paesi Baschi è stata definita nello Statuto di Guernica, approvato il 25 ottobre 1979. Nel 2003 il PNV, partito al governo dei Paesi Baschi in quell'anno, propose di modificare questo statuto con il Piano Ibarretxe. Il progetto, però, seppur fosse stato approvato in maggioranza assoluta dal governo basco, fu respinto nel 2005 dalle Cortes Generales.

## Politica e governo
Le leggi vigenti stabiliscono che la Comunità Autonoma è formata da una federazione delle tre province costituenti, che hanno sempre governato questi territori, fin dalla loro annessione alla Castiglia nel 1200, con le proprie leggi, note come il sistema dei fueros. Questa autonomia, simile a quella di cui gode la Navarra, fu limitata nel XIX secolo, sospesa totalmente sotto la dittatura di Francisco Franco, ma fu restaurata dalla Costituzione spagnola del 1978.
I termini che definiscono il grado di autonomia della Comunità autonoma rispetto allo stato centrale sono definiti dal Estatuto de Autonomía del 1979, che riconosce, all'articolo 1 la definizione di nazionalità per il popolo basco.
Per il Popolo basco o Euskal Herria, come espressione della propria nazionalità e con il fine di permettere l'esercizio del proprio autogoverno, si costituisce questa Comunità Autonoma all'interno dello Stato spagnolo sotto la denominazione di Paese basco o Euskadi, in accordo con la costituzione e con il presente statuto, che risulta essere la sua norma istituzionale fondamentale. 

Questo statuto risulta però differente e maggiormente de-centralista rispetto agli statuti delle altre Comunità autonome, il grado di autonomia basco può essere infatti definito come un aggiornamento del regime legale che le tre province basche hanno avuto storicamente, sempre però all'interno della cornice della Costituzione spagnola del 1978. Il Paese basco oltre ad avere la possibilità di gestire autonomamente numerose competenze, può contare su un procedimento di finanziamento basato sulla re-instaurazione dei fueros che erano stati aboliti nel 1876. Lo statuto permette l'organizzazione di un corpo di polizia proprio della comunità autonoma, gli Ertzaintza.
Attraverso questo sistema, a loro volta le tre province che costituiscono il paese basco conservano un'ampia autonomia, che risulta però sottoposta al rispetto delle decisioni del Governo basco.

### Amministrazione
Le istituzioni principali della politica basca sono: 
- Parlamento basco: è l'organo che esercita il Potere legislativo. Composto da 75 deputati (25 per ogni provincia), i suoi compiti riguardano l'approvazione delle proposte di legge e il controllo dell'operato del governo.
- Governo basco: è l'organo esecutivo ed è capeggiato dal Lehendakari e dal suo consiglio.
  - Lehendakari: è il capo del governo, ne sceglie la composizione e ne coordina l'operato. risulta essere il massimo rappresentante dei Paesi Baschi.
- Tribunale Superiore di Giustizia dei Paesi Baschi
- Ararteko: il difensore civico è un'autorità dello Stato la cui responsabilità è di garantire i diritti dei cittadini contro gli abusi che possono esserci da parte dei poteri politici. Viene scelto dal parlamento con maggioranza dei 3/5 e ha un incarico della durata di 5 anni.
- Amministrazione Generale dello Stato: è la delegazione del governo spagnolo nella comunità autonoma.

## Economia

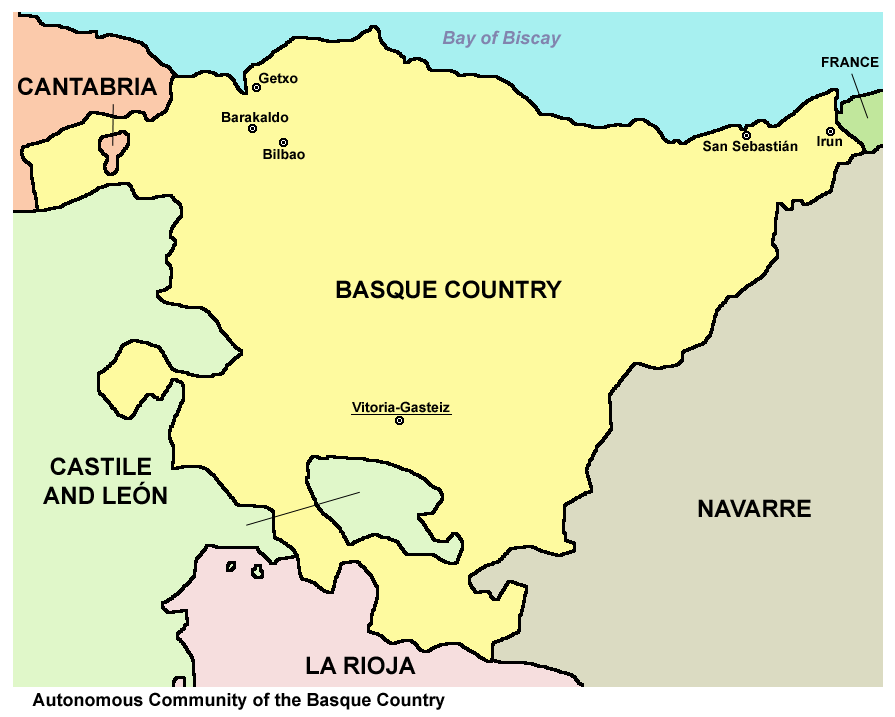

I Paesi Baschi, situati tra la Spagna e la Francia, sono una regione caratterizzata da una forte identità culturale e linguistica, e da un'economia dinamica e diversificata. Questa regione comprende tre province: Biscaglia, Gipuzkoa e Álava.

### Caratteristiche Economiche Generali
1. PIL e Crescita Economica: I Paesi Baschi vantano uno dei PIL pro capite più elevati della Spagna e dell'Europa. La crescita economica è stata sostenuta in parte da politiche regionali efficaci e investimenti in innovazione.
2. Settori Economici:
  - Industria: L'industria è un pilastro dell'economia basca, con un focus particolare sulla manifattura, l'ingegneria, l'energia e l'industria alimentare. Aziende come Mondragon Corporation (una delle più grandi cooperative di lavoratori in Europa) sono un esempio della forte tradizione cooperativa della regione.
  - Servizi: Il settore dei servizi è in crescita, in particolare nel turismo, servizi finanziari e tecnologia dell'informazione. Le citta come Bilbao stanno diventando hub per start-up tecnologiche e digitali.
  - Agricoltura: Sebbene meno dominante rispetto all'industria, l'agricoltura è importante nella cultura basca, con prodotti locali come il formaggio Idiazábal e i vini della Rioja Alavesa che godono di un'ottima reputazione.
3. Innovazione e Ricerca: I Paesi Baschi sono al centro dell'innovazione e della ricerca, con molte istituzioni accademiche e centri di ricerca che collaborano con l'industria. L’integrazione tra università e aziende è forte, contribuendo a formare una forza lavoro altamente qualificata.
4. Politiche Economiche: La regione ha un elevato grado di autonomia fiscale, il che le permette di gestire le proprie risorse e politiche economiche. Esistono incentivi per le start-up e le piccole e medie imprese, che sono una parte fondamentale dell'economia.

### Sfide e Opportunità
1. Disoccupazione: Nonostante una crescita economica, la disoccupazione rimane una sfida, in particolare tra i giovani. L'integrazione nel mercato del lavoro e la formazione professionale sono aree su cui si sta lavorando attivamente.
2. Sostenibilità: Con la crescente attenzione verso il cambiamento climatico e la sostenibilità, i Paesi Baschi stanno cercando di implementare pratiche economiche più verdi, in particolare nell'energia rinnovabile e nella gestione dei rifiuti.
3. Globalizzazione: L'apertura ai mercati internazionali è sia un'opportunità che una sfida. L'adattamento alle dinamiche globali è necessario per mantenere la competitività delle imprese basche.
4. Cultura e Identità: La forte identità culturale basca ha un impatto sull'economia, influenzando il turismo e l'industria alimentare. La promozione dei prodotti locali e della cultura basca è vista come un modo per attrarre visitatori e investimenti.

### Conclusione
L'economia dei Paesi Baschi è una combinazione di tradizione industriale e innovazione moderna, che continua a evolversi in risposta alle sfide globali e locali. Con politiche fiscali autonome e un forte impegno per l'innovazione, questa regione ha molte opportunità per crescere e prosperare nel futuro.